# فيكتور أو
فيكتور أو (بالإنجليزية: Victor Oh)‏ هو سياسي كندي، ولد في 10 يونيو 1949. حزبياً، نشط في حزب المحافظين الكندي. وقد انتخب عضو مجلس الشيوخ الكندي.